# Obrona Lanckorony
Obrona Lanckorony – miała miejsce 20 lutego 1771, w czasie konfederacji barskiej.

## Wstęp
29 lutego 1768 w miejscowości Bar na Podolu niechętna rosyjskiej dominacji w Rzeczypospolitej i królowi Stanisławowi Augustowi Poniatowskiemu konserwatywna szlachta ogłosiła konfederację pod hasłami obrony złotej wolności szlacheckiej i wiary katolickiej, a także przeciwko mieszaniu się Imperium Rosyjskiego w sprawy polskie. Akt ten doprowadził do wybuchu 4-letniej wojny domowej, która swoim zasięgiem objęła spore połacie państwa polsko-litewskiego, między innymi zachodnią Małopolskę. To właśnie w tym rejonie konfederaci przejęli w swoje ręce trzy potężne twierdze, które stały się w późniejszym czasie jej głównymi warowniami: klasztor w Tyńcu, klasztor na Jasnej Górze, a także zamek w Lanckoronie.

## Wyprawa Suworowa
Chcąc zlikwidować gniazda oporu konfederatów w Małopolsce, pułkownik Aleksandr Suworow postanowił zdobyć zajęty przez konfederatów warowny zamek w Lanckoronie. Suworow, według relacji jednego z francuskich oficerów walczących po stronie polskiej, dysponował oddziałami liczącymi 1800 żołnierzy (w tym 800 konnych); natomiast inna relacja, pochodząca ze strony rosyjskiej, sugeruje że jego siły były o wiele mniejsze i mogły liczyć zaledwie 150 żołnierzy. Rosjanie dotarli pod miasto rankiem 20 lutego; mimo niesprzyjających warunków rosyjski dowódca zdecydował się na szturm. Tymczasem w Lanckoronie stacjonowało około 400 kawalerzystów i 80 piechurów, którymi dowodził Józef Miączyński. W mieście przebywali także trzej francuscy oficerowie: de la Serre, Duclos, Desprez, których zadaniem było ufortyfikowanie twierdzy. Słysząc o zbliżaniu się nieprzyjaciela, Miączyński nakazał kawalerii odwrót w kierunku Zatora, a piechocie nakazał wzmocnić obronę zamku, jednocześnie obarczając obowiązkiem jego obrony francuskich oficerów.

## Szturm
Mimo trudnych warunków pogodowych (głębokie zaspy, oblodzony stok wzgórza) i stromizny góry lanckorońskiej, wojsko rosyjskie w błyskawicznym tempie natarło na wzgórze zamkowe i przełamało opór sił broniących redut znajdujących się przed murami twierdzy. Oddział, który ich bronił, został zmuszony do wycofania się w wielkim nieładzie. Konfederaci zdołali jednak podnieść most zwodzony, podczas gdy Rosjanie rozpoczęli ostrzeliwanie fortecy z armaty zdobytej w czasie szturmu na redutę.

## Kontratak konfederatów
Tymczasem francuscy oficerowie (de la Serre, Duclos i Desprez) zdołali uporządkować siły konfederatów pod osłoną zamkowych murów. Po przeformowaniu szyków obrońcy zdecydowali się na odważny atak, którego celem było wypchnięcie Rosjan z góry zamkowej. Atak został poprowadzony z dwóch stron; sam de la Serre opuścił most zwodzony i zaatakował na bagnety 65 ludźmi armię Suworowa od czoła, podczas gdy grupa 15 konfederatów pod dowództwem dwóch jego rodaków Duclosa i Despreza wymknęła się z twierdzy boczną furtą i zaatakowała Rosjan od skrzydła.
Według relacji francuskiego oficera atak konfederatów zakończył się sukcesem dopiero po wielu godzinach heroicznej walki, w której Rosjanie mieli stracić ok. 400-500 żołnierzy, a Polacy jedynie 11. Wówczas, widząc klęskę swoich sił, około wpół do szóstej wieczorem pułkownik Aleksandr Suworow nakazał odwrót. Z kolei według relacji rosyjskiej walka była krótka, Rosjanom niemal udało się zdobyć zamek z zaskoczenia, jednak ich oddziały wycofały się po śmierci oficerów prowadzących szturm. Sam Suworow miał odnieść lekką ranę; relacja rosyjska nie precyzuje wysokości strat, jednak z kontekstu wynika że nie były one zbyt wielkie.

## Epilog
Mimo odniesionego zwycięstwa, konfederaci ponosili kolejne klęski, a słabo uzbrojona i niekarna armia opozycjonistów nie miała żadnych szans, by wyzwolić Rzeczpospolitą spod rosyjskiej kurateli. Z czasem doprowadziło to do upadku tego pierwszego narodowowyzwoleńczego zrywu.